# Вакцинація проти COVID-19 у Буркіна-Фасо

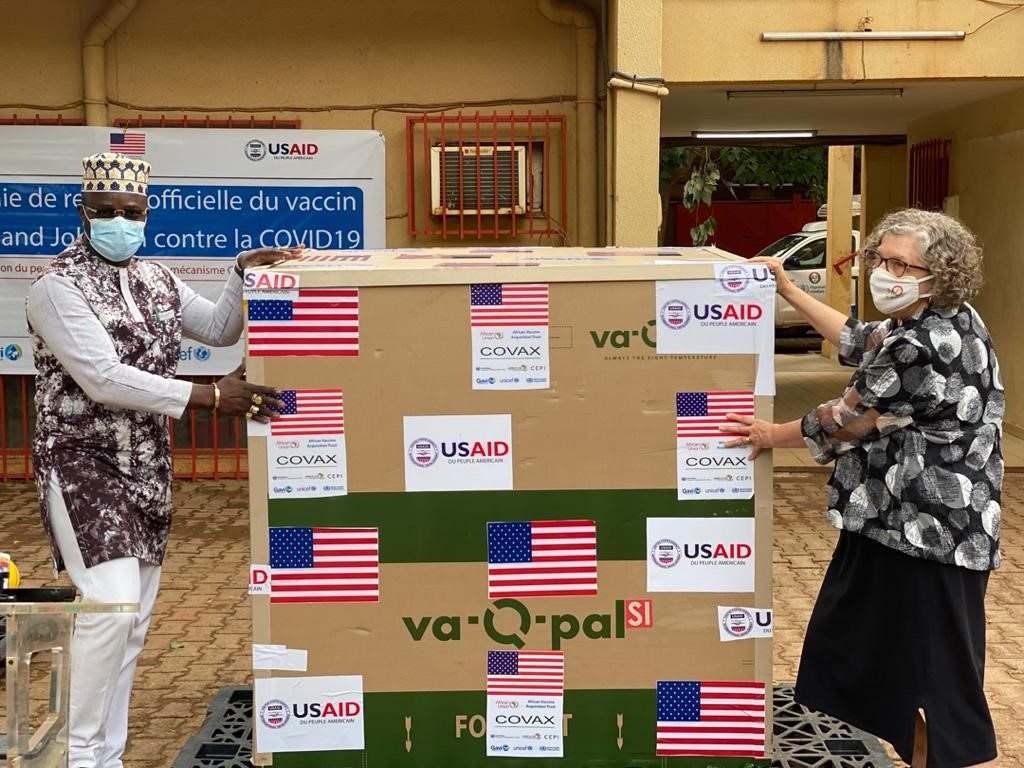
США доставили вакцину Janssen від COVID-19 у рамках програми COVAX у 2021 році

Вакцинація проти COVID-19 у Буркіна-Фасо — це кампанія масової імунізації населення Буркіна-Фасо проти COVID-19 під час пандемії коронавірусної хвороби. Вакцинація проти COVID-19 розпочалась у країні 2 червня 2021 року.

## Використання вакцин
Буркіна-Фасо працює над отриманням додаткових доз вакцини.

## Хронологія
У березні 2021 року Буркіна-Фасо ще відчувало напругу в боротьбі з епідемією, через що країна не могла зосередитися на вакцинаціі.
30 травня Буркіна-Фасо отримала 115200 доз вакцини Oxford–AstraZeneca через механізм COVAX. Щеплення почали робити 2 червня. До кінця місяця було введено 25833 дози вакцини.
Наприкінці липня та на початку серпня Буркіна-Фасо отримала 302400 доз вакцини Janssen проти COVID-19, наданих США через COVAX. До кінця липня було введено 35402 дози вакцини.
До кінця серпня введено 98670 доз вакцини.
До кінця вересня введено 254545 доз вакцини.
До кінця жовтня було введено 393 427 доз вакцини, 3 % цільового населення були повністю вакциновані.
До кінця листопада було введено 490477 доз вакцини, 4 % цільового населення були повністю вакциновані.
До кінця грудня було введено 1,05 мільйона доз вакцини, а 8 % цільового населення було повністю вакциновано.
До кінця січня 2022 року було введено 1,3 мільйона доз вакцини, а 9 % цільового населення були повністю вакциновані.
До кінця лютого 2022 року було введено 2,3 мільйона доз вакцини, а 1,1 мільйона осіб були повністю вакциновані.
До кінця березня 2022 року було введено 2,4 мільйона доз вакцини, а 1,2 мільйона осіб були повністю вакциновані.
До кінця квітня 2022 року було введено 2,9 мільйона доз вакцини, а 1,5 мільйона осіб були повністю вакциновані.